# 蘭陽技術学院
蘭陽技術学院（らんようぎじゅつがくいん、中国語: 蘭陽技術學院, 英語: Lan Yang Institute of Technology）は、台湾宜蘭県に位置する私立学院である。

## 歴史
| 年     | 月日   | 事跡                           |
| ------ | ------ | ------------------------------ |
| 1966年 | -      | 「復興工業専科学校」として開校 |
| 1983年 | -      | 「復興工商業専科学校」と改称   |
| 2001年 | 8月1日 | 「蘭陽技術学院」と改称         |

## 組織
- 工学群
  - 建築工学科
  - 環境安全衛生学科
  - 環境工学科
  - 土木工学科
  - コンピューター応用工学科
  - 自動化工学科
  - 電子工学科
- 光電工学科
- 商業管理学群
  - 国際貿易学科
  - 財務金融学科
  - 情報管理学科
  - 応用外国語学科
  - レジャー管理学科